# Uwe Tellkamp
Œuvres principales
- La Tour

Uwe Tellkamp est un médecin et écrivain allemand né à Dresde le 28 octobre 1968 .

## Description
Il obtient le Prix du Livre Allemand et le Prix littéraire de la Fondation Konrad Adenauer pour son roman Der Turm (La Tour) qui raconte la vie en Allemagne de l'Est dans les années 1980.